# Frank Loomis
Frank Farmer Loomis, Jr. (ur. 22 sierpnia 1896 w Saint Paul, zm. 4 kwietnia 1971 w New Port Richey) – amerykański lekkoatleta płotkarz, mistrz olimpijski.

## Kariera sportowa
Był mistrzem Stanów Zjednoczonych (AAU) w biegu na 220 jardów przez płotki w 1917 i 1918 oraz na 440 jardów przez płotki w 1920. Podczas igrzysk olimpijskich w 1920 w Antwerpii głównym faworytem w biegu na 400 metrów przez płotki był jego rodak John Norton, który dwa miesiące przed igrzyskami ustanowił rekord świata na tym dystansie wynikiem 54,2 s. W finale tej konkurencji zwyciężył jednak Loomis (Norton był drugi) z nowym rekordem świata 54,0 s.